# Menarini Monocar 220

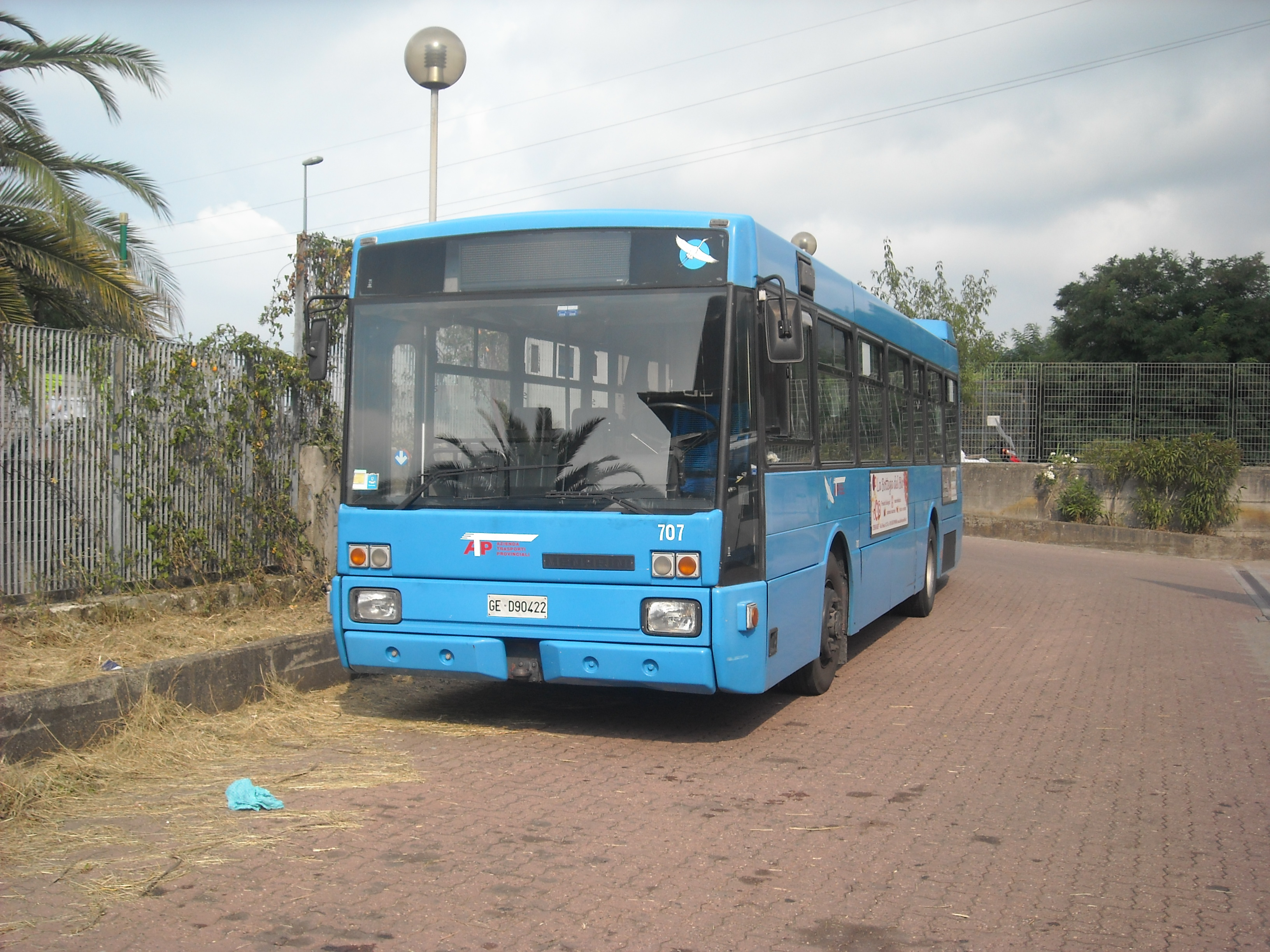
Autocar Menarini Monocar 220 NI de l'ATP Esercizio Gênes

Le Menarini Monocar 220 est un autobus urbain conçu et fabriqué par le constructeur italien Menarini Bus de 1989 à 1999. Lancé en 1989 sous la marque Menarini Bus, après son intégration dans le groupe Breda C.F., il est alors commercialisé sous la marque BredaMenarinibus, filiale du groupe public Finmeccanica.
Ce modèle, avec ses trois versions a été fabriqué en plusieurs milliers d'exemplaires. Il figure dans le parc de quasiment toutes les sociétés publiques italiennes de transport en commun. C'est un des autobus italiens les plus diffusés de son époque en Italie.

## Histoire

### Contexte italien
Dès le milieu des années 1980, le gouvernement italien adopte des textes de loi pour faciliter l'accessibilité des personnes handicapées (PMR - Personnes à Mobilité Réduite) aux édifices publics et aux transports en commun. Contrairement à d'autres pays qui ont accordé de multiples dérogations n'ayant qu'un seul but, retarder jusqu'en 2020 la mise en œuvre des mesures nécessaires, l'Italie a imposé cette contrainte dès 1988, sans aucune dérogation possible.
Les constructeurs d'autobus ont donc du adapter leurs productions. L'autobus Menarini Monocar 220 est présenté en 1988 pour remplacer le modèle précédent, Monocar 201, fabriqué depuis 1979. Ce modèle, d'ancienne conception, ne disposait pas d'un plancher bas et l'utilisateur devait gravir deux marches au droit de chaque porte.

### L'autobus Monocar 220
Afin de résoudre le problème de l'accessibilité des personnes à mobilité réduite (en fauteuil roulant) dans les autobus urbains qui, pour les plus modernes ne comportent qu'une marche et deux pour les plus anciens, le constructeur Menarini Bus lance les études de son nouveau projet, le Monocar 220 à la fin des années 80 qui va révolutionner le monde des transports urbains avec son plancher bas[réf. souhaitée]. Les premiers prototypes sont testés en 1988 et la première série est commercialisée au printemps 1989. Le plancher était abaissé mais conservait une seule petite marche au droit des portes avec une rampe d'accès pour les PMR, sur la double porte centrale. Il serait classé de nos jours comme "semi abaissé".
Le Monocar 220 va être conforme au nouveau cahier des charges de la « Federtrasporti » (organisme public italien qui régit l'ensemble des transports publics) qui détermine l'aménagement intérieur avec le nombre de places assises en fonction de la longueur du véhicule, le nombre de portes et leur système d'ouverture, fixe la couleur exacte des véhicules en fonction de leur type de prestation, c'est pourquoi on distingue, en Italie, les autobus :
- urbains en livrée jaune-orangé,
- suburbains/banlieue en livrée jaune-orangé avec une bande verte périphérique sous la ligne des fenêtres,
- inter-urbains/ligne régulière régionale en livrée bleu,
- les autocars assurant les grandes lignes circulant sur autoroute en rouge,
- les autocars GT en livrée bleu et gris clair.

La production en série du Monocar 220 débute en 1989 et se poursuit jusqu'en 1999 pour être remplacé par le Monocar 221. Le concurrent italien de ce modèle était l'Iveco 471 U-EffeUno qui était disponible en versions 10,5 - 12 mètres et articulé de 18 mètres, alors que le Menarini 220 n'a jamais été disponible en version articulée.
Le Monocar 220, est le premier autobus urbain de l'ère BredaMenarinibus, appartenant au groupe public Finmeccanica. Il est équipé d'un moteur IVECO 8460.12R, le même qui équipe en standard les autobus concurrents Iveco 480 TurboCity et Iveco 490 TurboCity UR Green conformes à la norme Euro 1. À partir de 1998, en prévision de la mise en application de la norme Euro 2, le moteur est remplacé par l'Iveco 8360.46.

## La technique
Comme le veut la norme italienne, la caisse est dotée de 3 ou 4 portes doubles sur le côté droit du véhicule pour la version urbaine (NU) et deux portes en version suburbaine (NS).
Le Monocar 220, premier autobus urbain de l'ère BredaMenarinibus, appartenant au groupe public Finmeccanica, était équipé d'un moteur IVECO 8460.12R, le même que celui qui équipe en standard le châssis Iveco 490, conforme à la norme Euro 1.

## Versions

### Monocar 220 N
- Longueur : 10,00 m
- Versions : Urbain (NU), Suburbain (NS)
- Moteur : Iveco 8460.12R -
- Alimentation : Diesel,
- Nombre de portes : 3 (NU), 2 (NS) pour l'Italie, ou selon la norme du pays.

### Monocar 220 L
- Longueur : 12,00 m
- Versions : Urbain (LU), Suburbain (LS),
- Moteur : Iveco 8460.21B - 9.500 cm3 162 kW/220 Ch à 2.050 tr/min - 1.030 N m à 1.000 tr/min,
- Alimentation : Diesel,
- Nombre de portes : 4 (LU), 2 (LS) pour l'Italie ou selon la norme du pays.

### Monocar M 220 L Euro 2
- Longueur : 12,00 m
- Versions : Urbain
- Moteur : Iveco 8360.46 - 7.685 cm3 196 kW/266 Ch à 2.050 tr/min - 1.130 N m à 1.400 tr/min,
- Nombre de portes : 4.

Le modèle Monocar 220 NI, un autocar de 10 mètres interurbain, a été fabriqué en 4 exemplaires pour la société Tigullio Trasporti devenue ATP Esercizio Carasco. Les véhiculesi, conformément au cahier des charges « Ferdertrasporti » sont de couleur bleu ciel ministériel. Les sièges sont recouverts de velours. Les 4 exemplaires ont été radiés.

## Contraintes «Ferdertrasporti»

### Type urbain U
Les modèles urbains disposent de 20 places assises dans la version 12 mètres ou de 36 places dans la version 10,5 mètres. Ils disposent de 2 ou 3 portes pour les plus courts et de 3 ou 4 portes pour les plus longs. Dans le cas des 4 portes, ils disposent de deux doubles portes centrales. La capacité maximale est 90 passagers en version 10,5 m et de 116 en 12 mètres. Ils sont tous de couleur jaune-orange « ministériel ».

### Type suburbain S
Ils disposent tous de 2 portes. Ils sont de couleur jaune-orangé avec une bande horizontale verte sous les vitrages.

### Type interurbain I
Comme prévu au cahier des charges « Ferdertrasporti », toutes les places assises, 36 au minimum pour les 10 mètres, sont dans le sens de la marche. Les véhicules sont peints en bleu ciel et disposent de deux portes. Le système d'ouverture des portes est à vantaux fixes ouvrants sur l'extérieur ou rototraslantes. 

## Utilisateurs
L'autobus urbain Monocar 220 a bénéficié d'une très large diffusion dans beaucoup sociétés municipales de transport des villes italiennes, notamment les grandes flottes comme l'AMAT de Palerme, l'AMT de Catane, l'ATB de Bergame et l'ATC de Bologne mais aussi dans les entreprises de villes mineures comme l'ATM de Chieti, STP de Brindisi, l'ATV de Vérone et l'ACTV de Venise.

## Le trolleybus 220 FLU
Dix exemplaires de ce trolleybus ont été construits spécialement pour le réseau trolleybus ATC Bologne alors que le marché italien en la matière, était quasiment arrêté.